# Lillian Gish in a Liberty Loan Appeal
Lillian Gish in a Liberty Loan Appeal er en amerikansk stumfilm fra 1918 af D. W. Griffith.

## Medvirkende
- Lillian Gish
- Kate Bruce
- Carol Dempster
- George Fawcett